# Junkermühle (Kürten)
Junkermühle ist ein Ort und ehemaliger Mühlenstandort in der Gemeinde Kürten, Rheinisch-Bergischen Kreis im Regierungsbezirk Köln in Nordrhein-Westfalen (Deutschland).

## Lage und Beschreibung
Junkermühle liegt im Nordosten der Gemeinde Kürten im Tal der Kürtener Sülz an der Wipperfürther Landstraße (L286). Nachbarorte sind Nassenstein, Dahl und Bilstein.

## Geschichte
Im Ort gab es eine mit Wasserkraft betriebene Getreidemühle, welche erstmals 1383 erwähnt wurde. Vorhanden sind 1998 noch der Mühlenteich und das Gebäude ohne Wasserrad. Oberhalb der Mühle auf einem Felssporn stand früher die Junkerburg, die von Engelbert, dem Sohn von Roland von Mosbach genannt Breidenbach um 1525 erworben sein soll.
Die Topographia Ducatus Montani des Erich Philipp Ploennies aus dem Jahre 1715, Blatt Amt Steinbach, belegt, dass der Ort bereits 1715 als Adelichhaus, Mühle und Höfe bestand und als Engelbertsmühle bezeichnet wurde. Carl Friedrich von Wiebeking benennt die Hofschaft auf seiner Charte des Herzogthums Berg 1789 als Engelberts. Aus ihr geht hervor, dass Junkermühle zu dieser Zeit Teil der Honschaft Berg im Kirchspiel Olpe im Landgericht Kürten war.
Unter der französischen Verwaltung zwischen 1806 und 1813 wurde das Amt Steinbach aufgelöst und Junkermühle wurde politisch der Mairie Olpe im Kanton Wipperfürth  im Arrondissement Elberfeld zugeordnet. 1816 wandelten die Preußen die Mairie zur Bürgermeisterei Olpe im Kreis Wipperfürth.
Junkermühle gehörte zu dieser Zeit zur Gemeinde Olpe.
Der Ort ist auf der Topographischen Aufnahme der Rheinlande von 1824 und auf der Preußischen Uraufnahme von 1840 als Junkermühle mit einem Mühlensymbol verzeichnet.
Ab der Preußischen Neuaufnahme von 1892 ist er auf Messtischblättern regelmäßig als Junkermühle verzeichnet.
1822 lebten 35 Menschen im als Hof und Mühle kategorisierten und Junkermühl bezeichneten Ort.
1830 hatte der Ort 38 Einwohner und wurde mit Junkermühl bezeichnet.
Der 1845 laut der Uebersicht des Regierungs-Bezirks Cöln als Hof und Fruchtmühle kategorisierte Ort besaß zu dieser Zeit zwei Wohnhäuser. Zu dieser Zeit lebten 20 Einwohner im Junkermühle genannten Ort, davon 15 katholischen und fünf evangelischen Bekenntnisses.
Die Gemeinde- und Gutbezirksstatistik der Rheinprovinz führt Junkermühle 1871 mit zwei Wohnhäusern und 13 Einwohnern auf.
Im Gemeindelexikon für die Provinz Rheinland von 1888 werden vier Wohnhäuser mit 21 Einwohnern angegeben.
1895 hatte der Ort vier Wohnhäuser und 25 Einwohner.
1905 besaß der Ort sechs Wohnhäuser und 36 Einwohner und gehörte konfessionell zum katholischen Kirchspiel Olpe und zum evangelischen Kirchspiel Delling.
1927 wurden die Bürgermeisterei Olpe in das Amt Olpe überführt. In der Weimarer Republik wurden 1929 die Ämter Kürten mit den Gemeinden Kürten und Bechen und Olpe mit den Gemeinden Olpe und Wipperfeld zum Amt Kürten zusammengelegt. Der Kreis Wipperfürth ging am 1. Oktober 1932 in den Rheinisch-Bergischen Kreis mit Sitz in Bergisch Gladbach auf.
1975 entstand aufgrund des Köln-Gesetzes die heutige Gemeinde Kürten, zu der neben den Ämtern Kürten, Bechen und Olpe ein Teilgebiet der Stadt Bensberg mit Dürscheid und den umliegenden Gebieten kam.
1989 ist das Mühlensymbol zum letzten Mal auf den topografischen Karten vermerkt.

## Sehenswürdigkeiten
Hervorzuheben sind:
- Baudenkmal Burgartige Villa - Wipperfürther Straße 501,
- Baudenkmal Wegekreuz (1813) am Weg Rothe Furth,
- Pulver-/Frucht- und Getreidemühle - Wipperfürther Straße 497.

## Busverbindung
Der Ort ist über die im Ort befindliche Bushaltestelle der Linien 426 und 429 an den öffentlichen Personennahverkehr angebunden.

## Wanderwege
Durch den Ort führen der Schlösserweg (X19), der Wanderweg Rund um Kürten (K im Kreis) und der Talsperren-Themenweg Wasserquintett (grün mit 5 blauen Punkten).

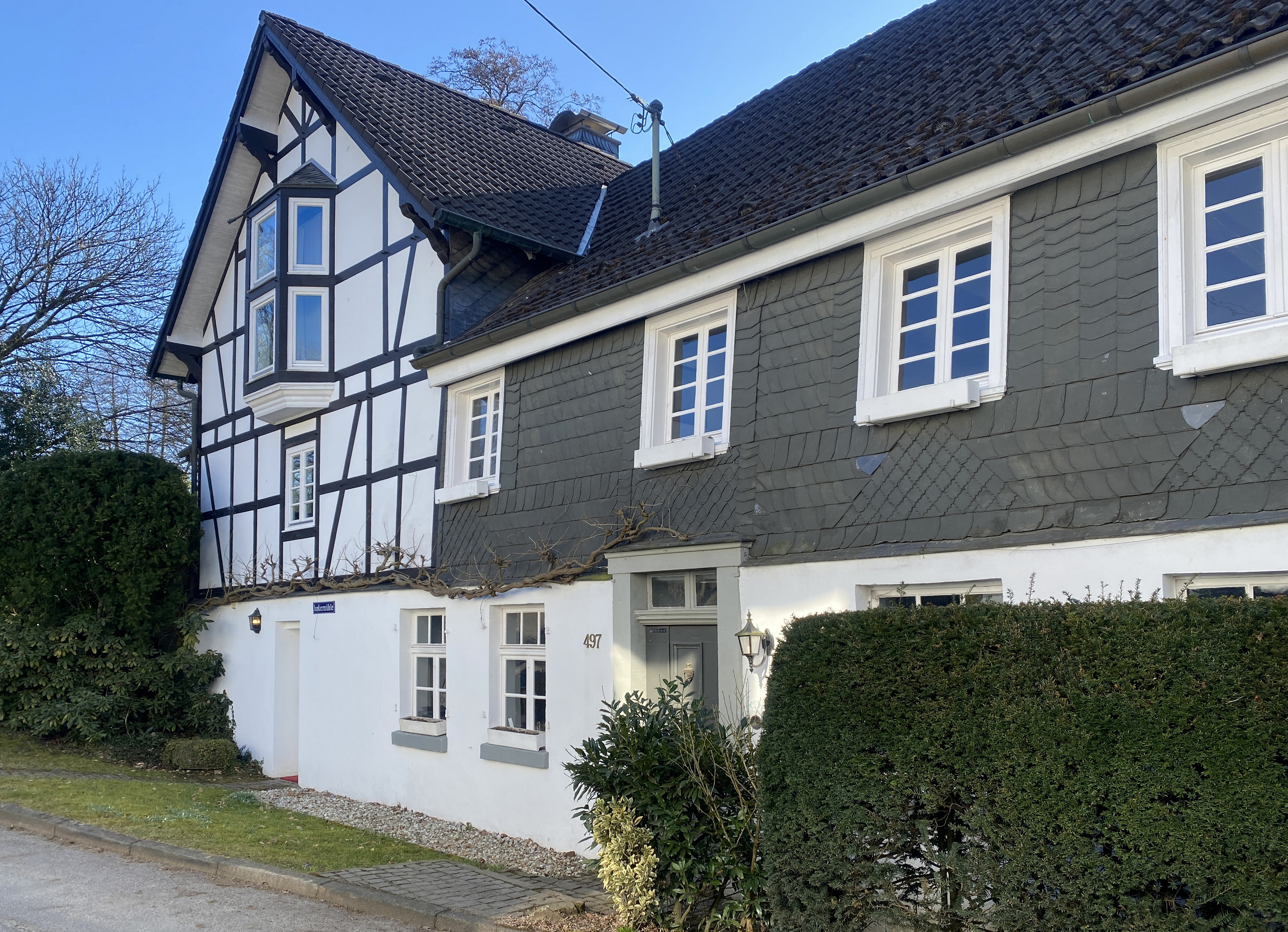
Junkermühle
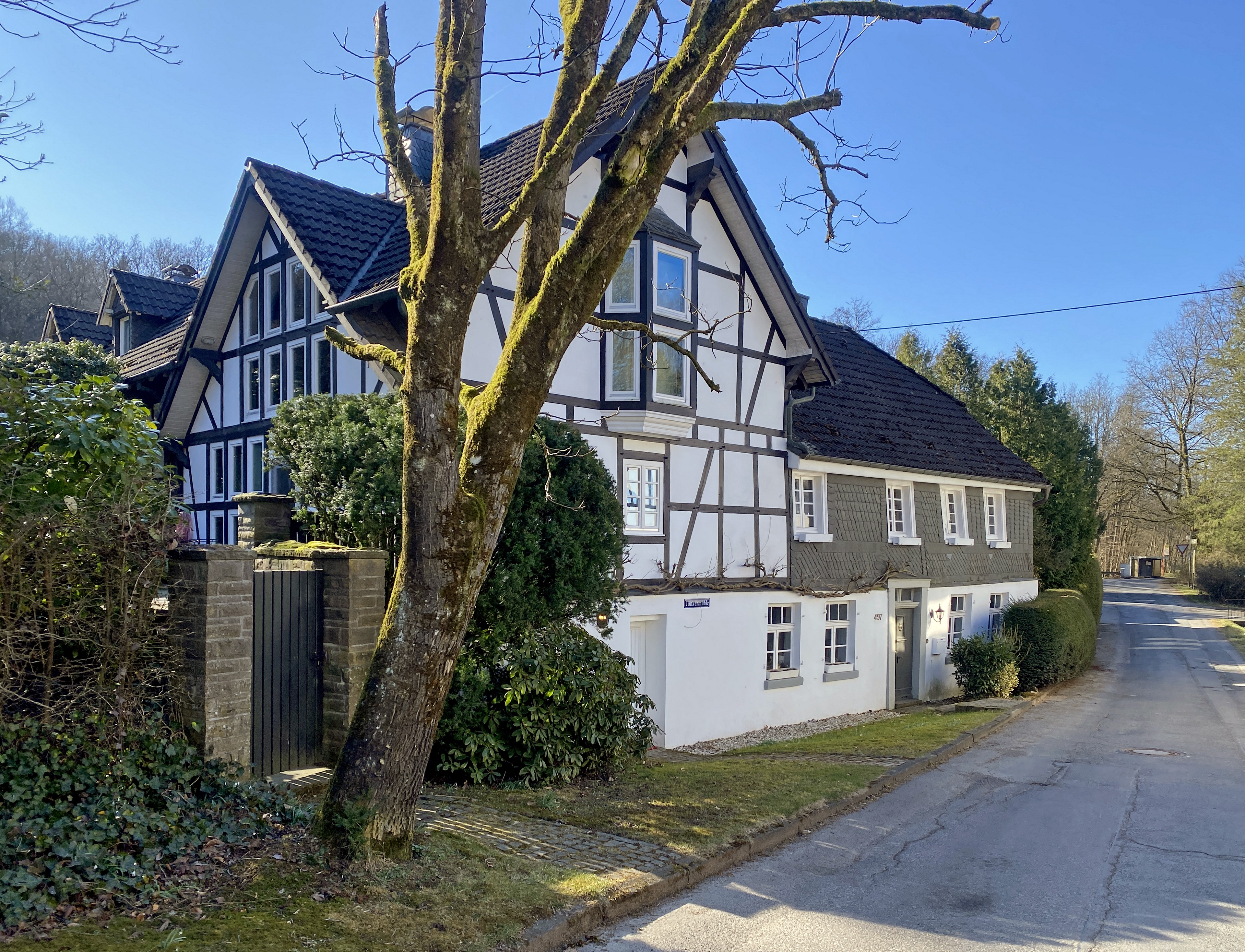
Junkermühle
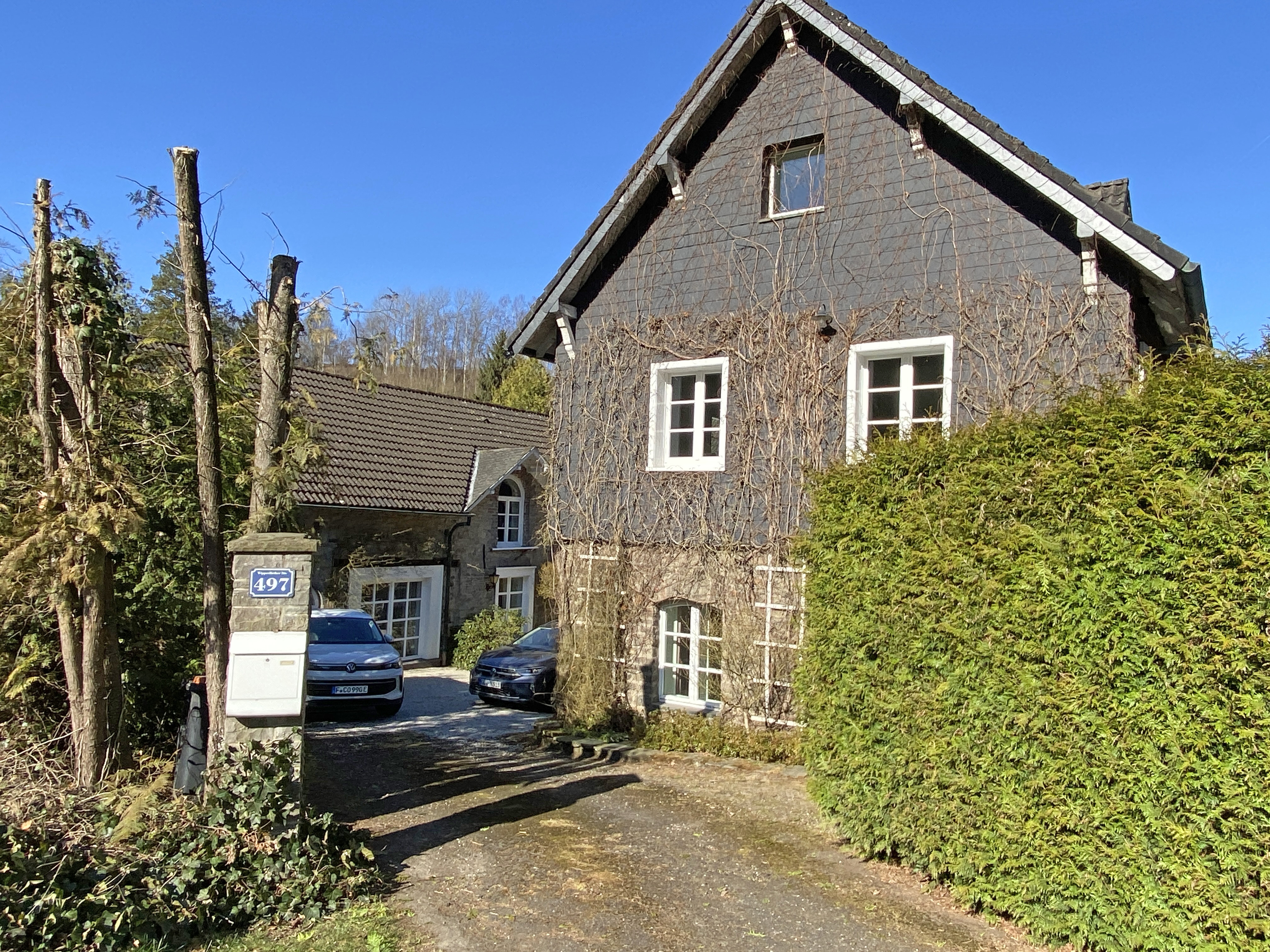
Innenhof der Junkermühle
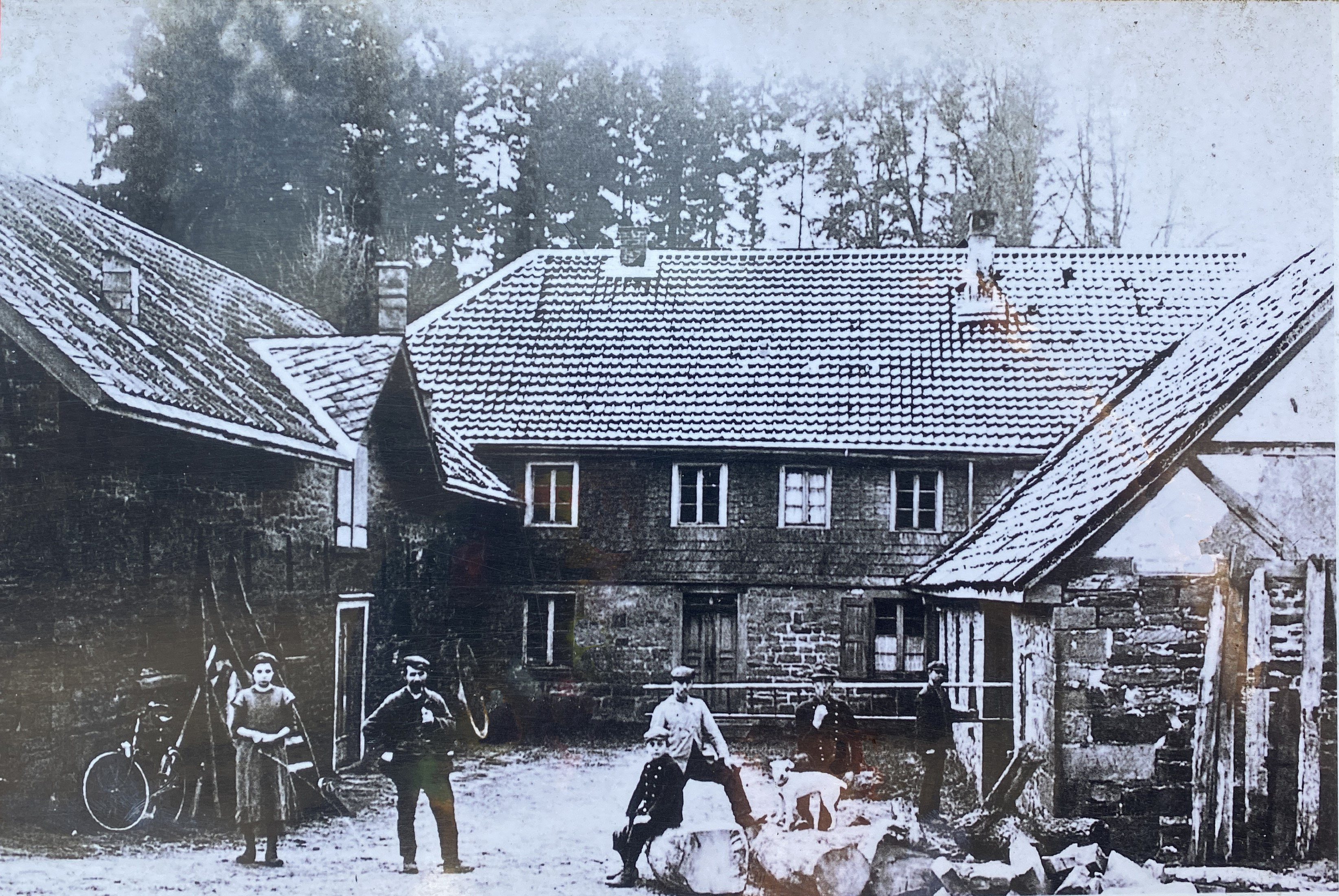
Innenhof der Junkermühle (1912)
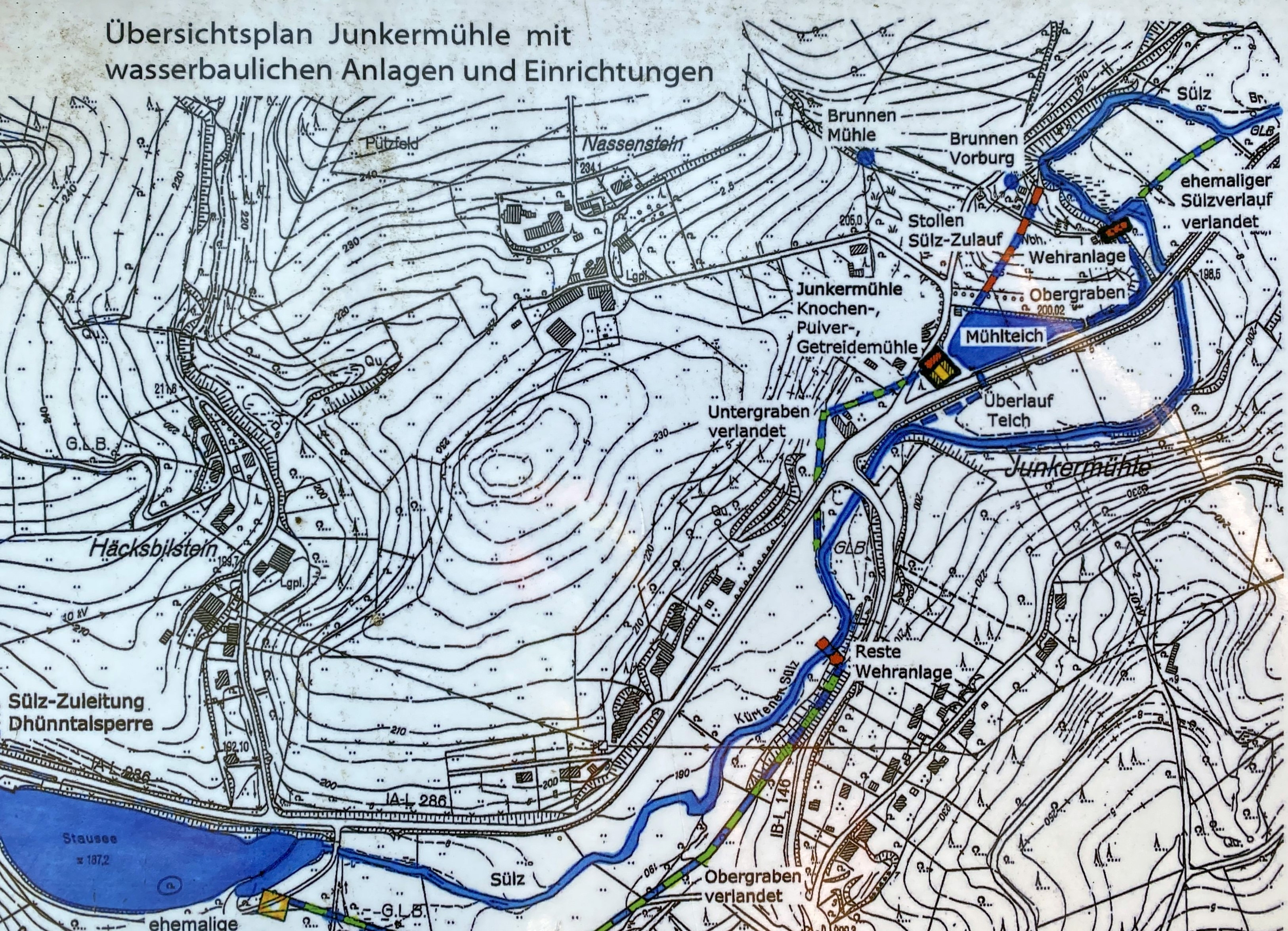
Wasserversorgung der Junkermühle
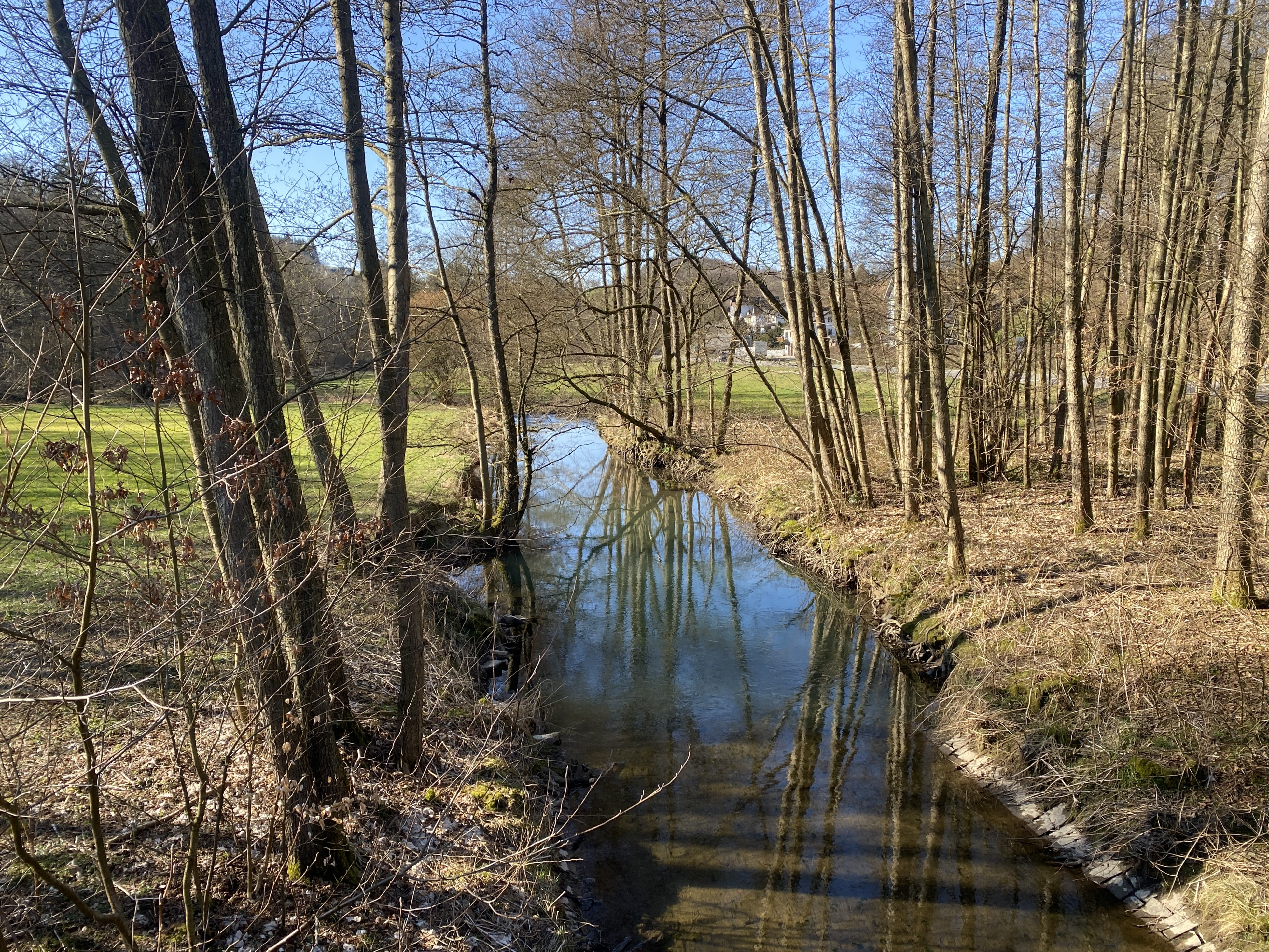
Kürtener Sülz in Junkermühle
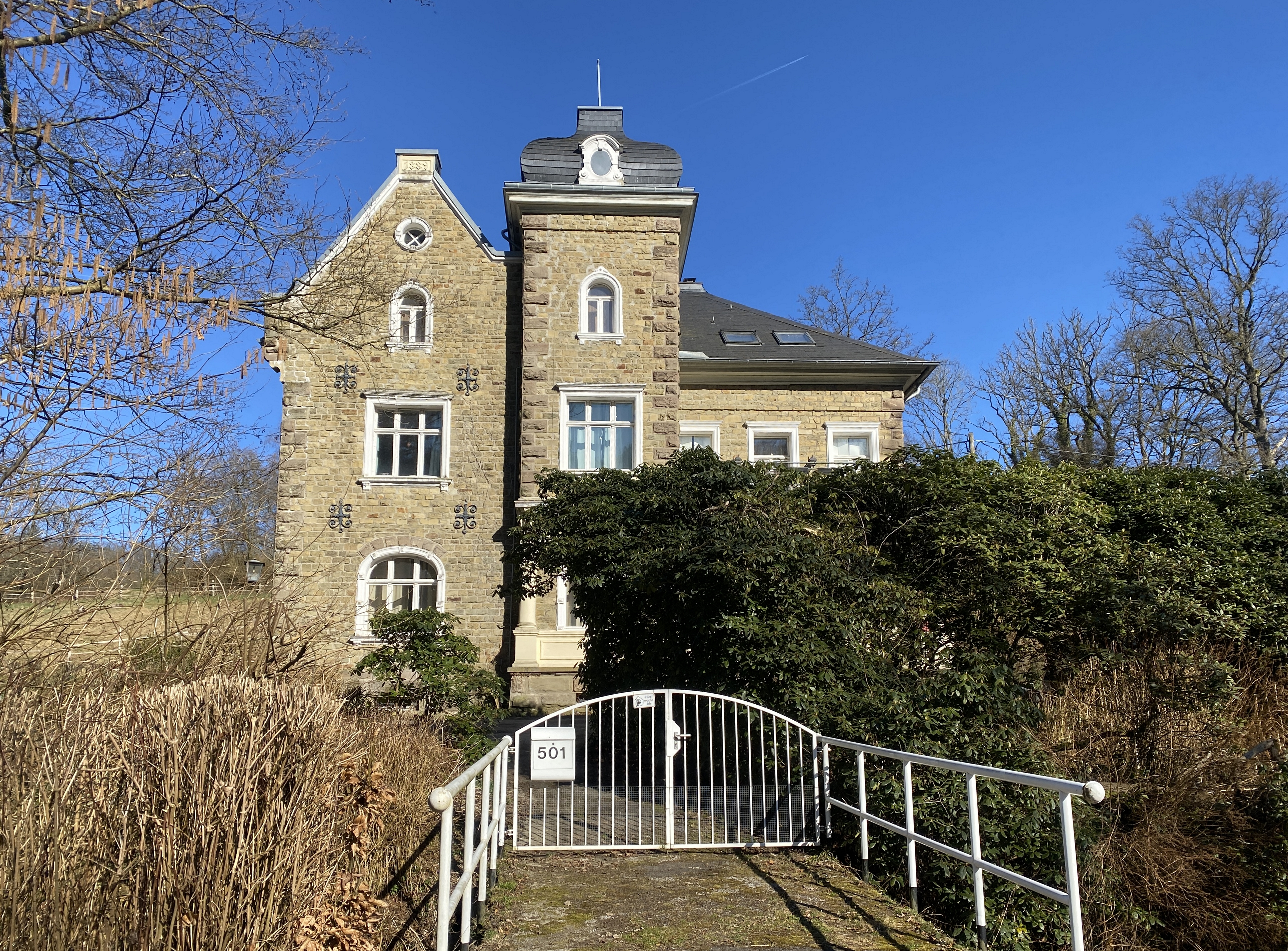
Baudenkmal Villa in Junkermühle
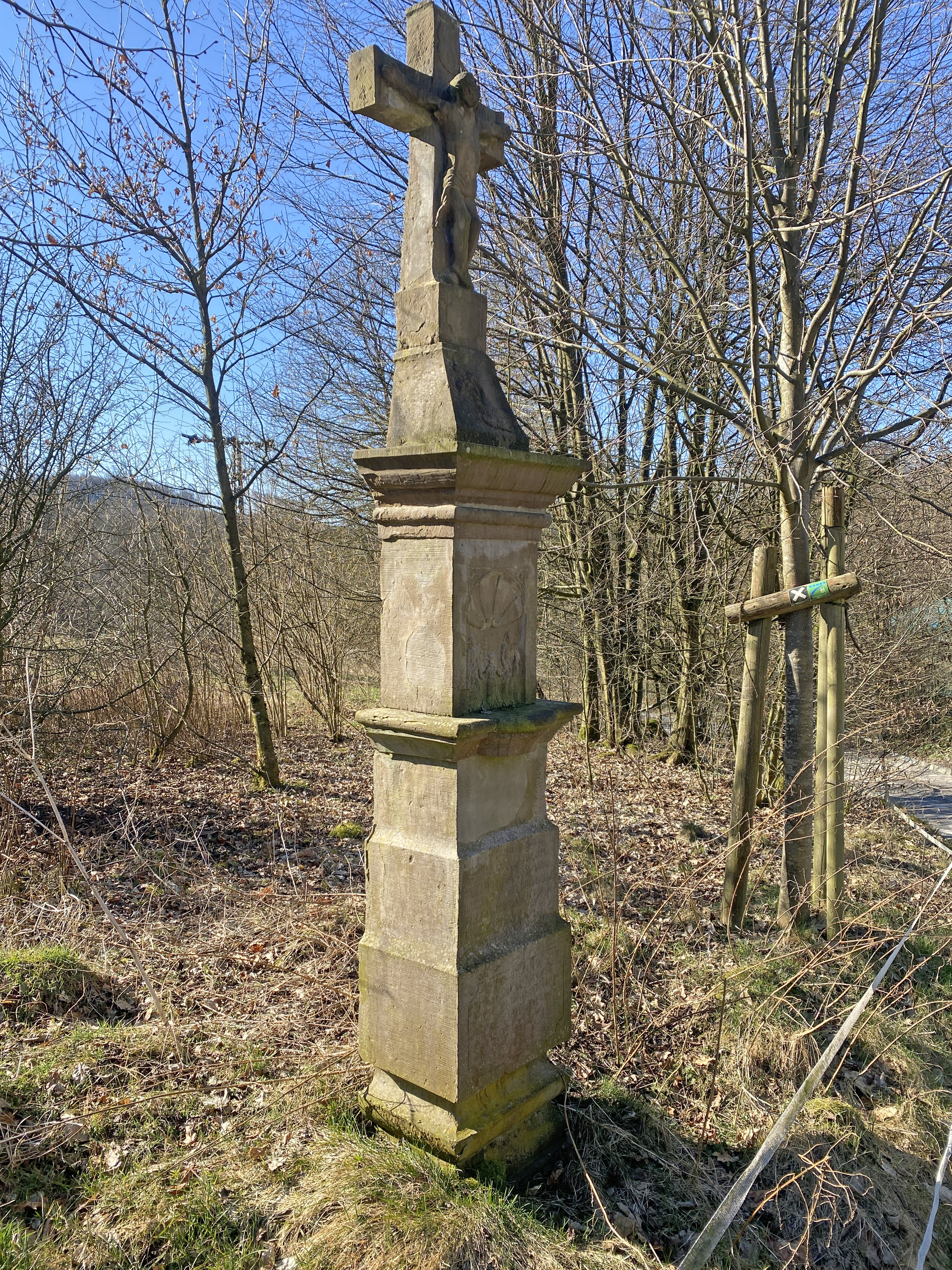
Baudenkmal Wegekreuz (1813) Junkermühle / Rothe Furth
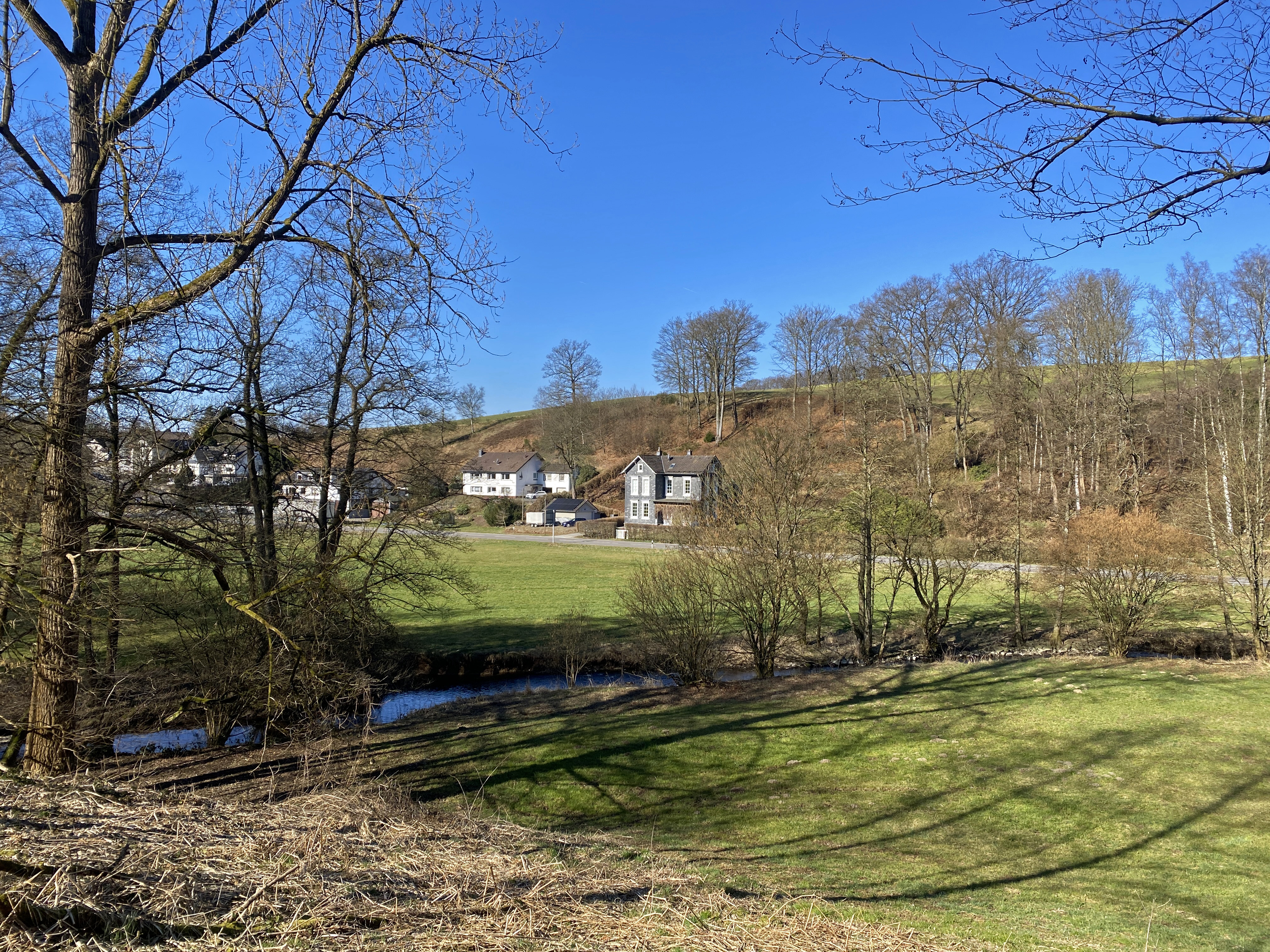
Junkermühle - L 286 - Kürtener Sülz